# Rorippa pinnata
Rorippa pinnata är en korsblommig växtart som först beskrevs av Sessé och José Mariano Mociño, och fick sitt nu gällande namn av Reed Clark Rollins. Rorippa pinnata ingår i släktet fränen, och familjen korsblommiga växter. Inga underarter finns listade i Catalogue of Life.